# جیووانی پروئیتی
جیووانی پروئیتی (انگلیسی: Giovanni Proietti؛ زادهٔ ۲۷ ژوئن ۱۹۷۷) بازیکن فوتبال اهل ایتالیا است.
از باشگاه‌هایی که در آن بازی کرده‌است می‌توان به باشگاه فوتبال لوگانو، باشگاه فوتبال پروجا، باشگاه فوتبال اتلتیکو آرتزو، و باشگاه فوتبال کاتانیا اشاره کرد.